# 薛從
薛從（?—?），字顺之，唐朝绛州龙门县（今山西省河津市）人，名将、平阳郡公薛仁貴之玄孙，左羽林將軍、汾陰縣伯薛楚玉之曾孙，相衛節度使、平陽郡王薛嵩之孙，左龍武大將軍、韓國公薛平之子。
薛從以恩廕授左清道率府兵曹参军，升任为汾州刺史，在文谷、滤河二河修堤，引水灌溉公私田，汾州人以此为利。转任濮州刺史，储粟二万斛，以备凶灾。当时山东大水，皇帝下诏右司郎中赵杰为赈恤使，赵杰表奏薛從的才能，擢升为将作监。官至左领军卫上将军，封河東縣子。赠工部尚书。